# 法國國家德比
法國國家德比（Le Classique）是指法國的兩家球隊馬賽足球俱樂部和巴黎圣日耳曼之間的比賽。巴黎和馬賽是法國最大的兩座城市，兩家球隊也是法國最具影響力的球隊。在二十一世紀之後，里昂一度是法國最強的球隊但已日漸沒落，巴黎圣日耳曼在麥巴比崛起後再度成為了霸主。在兩隊迄今為止的交手中，巴黎取得49場勝利，馬賽取得34場勝利，另有23場比賽是平局。

## 外部連結
Official Websites
- （法文） （英文） PSG.fr （页面存档备份，存于）
- （法文） （英文） OM.net （页面存档备份，存于）